# Яцев, Юрий Васильевич
Ю́рий Васи́льевич Я́цев (род. 2 марта 1979, Москва) — российский ватерполист, серебряный призёр Олимпийских игр. Заслуженный мастер спорта России.

## Карьера
В сборной команде России с 1998 года. На Олимпиаде в Сиднее в составе сборной России выиграл серебряную медаль.

Выступал за российскую команду «Динамо-Олимпийский» и итальянскую «Канотьери Наполи». Позже являлся игроком московского клуба ЦСП «Измайлово».

## Образование
Окончил Московскую государственную академию физической культуры.